# Podveky
Podveky (en allemand : Podwek) est une commune du district de Kutná Hora, dans la région de Bohême-Centrale, en République tchèque. Sa population s'élevait à 220 habitants en 2020.

## Géographie
Podveky se trouve à 8 km au sud-ouest d'Uhlířské Janovice , à 24 km au sud-ouest de Kutná Hora et à 50 km au sud-est de Prague.
La commune est limitée par Rataje nad Sázavou à l'ouest et au nord, par Zbizuby au nord-est et à l'est, et par Soběšín au sud.

## Histoire
La première mention écrite de la localité date de 1295.

## Administration
La commune se compose de quatre quartiers :
- Podveky
- Ježovice
- Útěchvosty
- Zalíbená

## Transports
Par la route, Podveky se trouve à 9 km d'Uhlířské Janovice , à 29 km de Kutná Hora et à 63 km de Prague.